# Pseudostixis marshalli
Pseudostixis marshalli är en skalbaggsart som beskrevs av Stefan von Breuning 1936. Pseudostixis marshalli ingår i släktet Pseudostixis och familjen långhorningar.
Artens utbredningsområde är Kenya. Inga underarter finns listade i Catalogue of Life.